# نقطه مقابل سکس
نقطه مقابل سکس (به انگلیسی: The Opposite of Sex) فیلمی محصول سال ۱۹۹۸ و به کارگردانی دان روس است. در این فیلم بازیگرانی همچون کریستینا ریچی، لیسا کودرو، لایل لاوت، جانی گالکی، ایوان سرگئی، ویلیام لی اسکات و کالین فرگوسن ایفای نقش کرده‌اند.